# Peter Jacobson

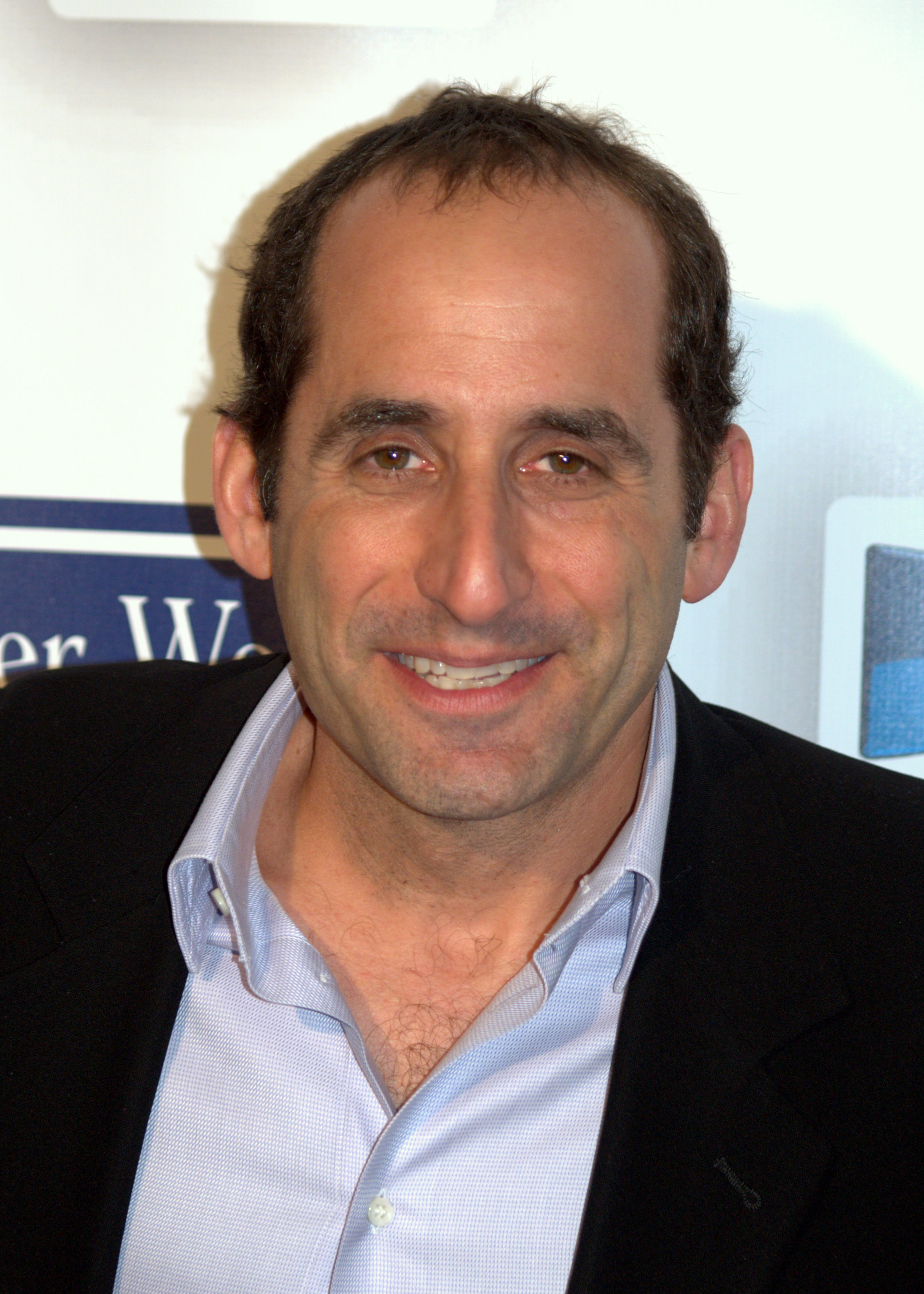
Peter Jacobson auf dem Tribeca Film Festival (2009)

Peter Jacobson (* 24. März 1965 in Chicago, Illinois, USA) ist ein US-amerikanischer Schauspieler. Bekanntheit erlangte er durch seine Rolle des Dr. Chris Taub in der Fernsehserie Dr. House.

## Leben
Peter Jacobsons Vater, Walter Jacobson, ist ein in den USA bekannter, früherer Nachrichten-Anchorman des Senders FOX.
Jacobson hatte Gastrollen in diversen US-Fernsehserien, wie z. B. Law & Order, Scrubs – Die Anfänger und Boston Legal. Von 2007 bis 2012 spielte Peter Jacobson in der Fernsehserie Dr. House eine Hauptrolle als ehemaliger Schönheitschirurg Dr. Chris Taub. In dem im Jahr 2007 erschienenen Film Transformers hat Peter Jacobson einen Gastauftritt. Im Film The Midnight Meat Train von Ryūhei Kitamura spielte Peter Jacobson einen Imbissbuden-Besitzer.

## Filmografie (Auswahl)
- 1993: New York Cops – NYPD Blue (NYPD Blue, Fernsehserie, Episode 1x02)
- 1994: 2 Millionen Dollar Trinkgeld (It Could Happen to You)
- 1994, 2006: Law & Order (Fernsehserie, 4 Episoden)
- 1997: Private Parts
- 1997: Oz – Hölle hinter Gittern (Oz, Fernsehserie, Episode 1x04)
- 1997: Fletcher’s Visionen (Conspiracy Theory)
- 1997: Harry außer sich (Deconstructing Harry)
- 1997: Chaos City (Spin City, Fernsehserie, Episode 2x02)
- 1997: Besser geht’s nicht (As Good As It Gets)
- 1998: Zivilprozess (A Civil Action)
- 1999: Das schwankende Schiff (Cradle Will Rock)
- 2001: Will & Grace (Fernsehserie, Episode 3x16)
- 2001: 61*
- 2001: Third Watch – Einsatz am Limit (Third Watch, Fernsehserie, Episode 3x07)
- 2002: Pipe Dream – Lügen haben Klempnerbeine (Pipe Dream)
- 2002: Showtime
- 2003: Ed – Der Bowling-Anwalt (Ed, Fernsehserie, Episode 4x07)
- 2004: Emergency Room – Die Notaufnahme (ER, Fernsehserie, Episode 10x17)
- 2005: Hope and Faith (Hope & Faith, Fernsehserie, 2 Episoden)
- 2005: Domino (Domino)
- 2005: Good Night, and Good Luck.
- 2005: CSI: Miami (Fernsehserie, Episode 4x11)
- 2006: Zum Ausziehen verführt (Failure to Launch)
- 2006: Scrubs – Die Anfänger (Fernsehserie, Episode 5x08)
- 2006: Das verschwundene Zimmer (The Lost Room)
- 2006: Criminal Minds (Fernsehserie, Episode 1x18)
- 2007: The Starter Wife – Alles auf Anfang (The Starter Wife, Fernsehserie, 6 Episoden)
- 2007: Boston Legal (Fernsehserie, Episode 3x22)
- 2007: Transformers
- 2007–2012: Dr. House (House, Fernsehserie, 95 Episoden)
- 2008: The Midnight Meat Train
- 2008: Inside Hollywood (What Just Happened?)
- 2009–2010: Royal Pains (Fernsehserie, 3 Episoden)
- 2011: Good Wife (The Good Wife, Fernsehserie, Episode 3x01)
- 2012, 2017, 2018: Law & Order: Special Victims Unit (Fernsehserie, 5 Episoden, verschiedene Rollen)
- 2013: White House Down
- 2013: Perception (Fernsehserie, Episode 2x08)
- 2013: It’s Always Sunny in Philadelphia (Fernsehserie, Episode 9x01)
- 2013–2015: Ray Donovan (Fernsehserie, 10 Episoden)
- 2014: Rake (Fernsehserie, Episode 1x10)
- 2014: Detective Laura Diamond (The Mysteries of Laura, Fernsehserie, Episode 1x09)
- 2015: Chicago P.D. (Fernsehserie, Episode 2x16)
- 2016–2018: Colony (Fernsehserie, 32 Episoden)
- 2017, 2022: Bull (Fernsehserie, 2 Episoden)
- 2018–2019: Navy CIS: L.A. (NCIS: Los Angeles, Fernsehserie, 9 Episoden)
- 2019: Billions (Fernsehserie, Episode 4x07)
- 2019: Der Distelfink (The Goldfinch)
- 2019–2022: Fear the Walking Dead (Fernsehserie, 11 Episoden)
- 2021: Violet
- 2022: Meine Nachbarn, Weihnachten und ich (Haul Out the Holly, Fernsehfilm)
- 2022: New Amsterdam (Fernsehserie, Episode 5x09)
- 2023: Ahsoka (Fernsehserie, Episode 1x02)
- 2024: The Good Doctor (Fernsehserie, Episode 7x02)
- 2024: To the Moon (Fly Me to the Moon)
- 2024: Smile 2 – Siehst du es auch? (Smile 2)